# Zoribi
Zoribi ist ein Dorf in der Landgemeinde Kokorou in Niger.

## Geographie
Das von einem traditionellen Ortsvorsteher (chef traditionnel) geleitete Dorf befindet sich rund sechs Kilometer östlich des Hauptorts Kokorou der gleichnamigen Landgemeinde, die zum Departement Téra in der Region Tillabéri gehört. Eine weitere Siedlung in der Umgebung von Zoribi ist Namga im Osten.
Zoribi ist Teil der Übergangszone zwischen Sahel und Sudan. Die durchschnittliche jährliche Niederschlagsmenge beträgt hier zwischen 400 und 500 mm. Die Siedlung gehört zum 66.829 Hektar großen Kokorou-Namga-Komplex, der seit 2001 nach der Ramsar-Konvention als Feuchtgebiet mit internationaler Bedeutung ausgewiesen ist. Südlich des Dorfes erstreckt sich ein 36 Hektar großer und zeitweise ausgetrockneter See, die Mare de Zoribi. Im Norden verläuft ein Wanderdünen-Band.

## Bevölkerung
Bei der Volkszählung 2012 hatte Zoribi 1222 Einwohner, die in 144 Haushalten lebten. Bei der Volkszählung 2001 betrug die Einwohnerzahl 949 in 142 Haushalten und bei der Volkszählung 1988 belief sich die Einwohnerzahl auf 1211 in 91 Haushalten.

## Wirtschaft und Infrastruktur
Bei Zoribi wird Regenfeldbau betrieben. Es gibt eine Schule im Dorf. Durch Zoribi verläuft die 143,9 Kilometer lange Nationalstraße 39 zwischen Gothèye und Fonéko Tédjo. Es handelt sich in diesem Abschnitt um eine moderne Erdstraße.